# Loya jirga de 2002

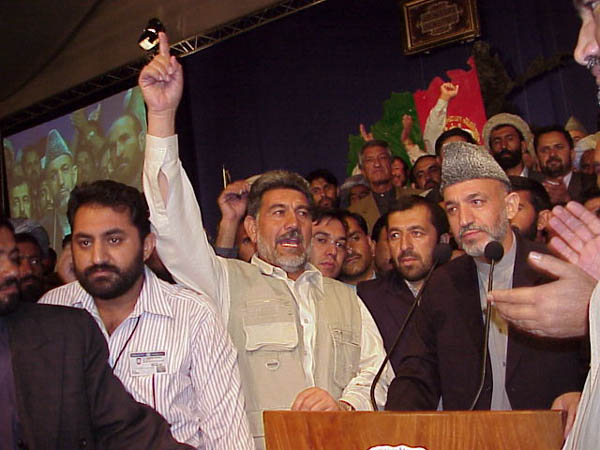
Hamid Karzainombrado como Presidente de la Administración de transición afgana en el 2002 loya jirga en Kabul, Afganistán.

La loya jirga de emergencia se llevó a cabo en Kabul, Afganistán entre el 11 y el 19 de junio de 2002 para elegir una Administración de transición afgana. La "loya jirga" fue solicitada en el Acuerdo de Bonn y la  administración del presidente Bush. El acuerdo (diseñado por los líderes afganos) se redactó en diciembre de 2001 en Alemania. Realizadas bajo los auspicios de las Naciones Unidas, las conversaciones en Bonn buscaron una solución al problema del gobierno en Afganistán después de que Estados Unidos invadió el país y derrocó al gobierno del Emirato Islámico de Afganistán.

## Preparativos
El entonces Secretario General de la ONU, Kofi Annan, anunció la composición de la Comisión a cargo de la "loya jirga" el 21 de enero de 2002, debía ser presidido por Ismail Qasimyar, un experto legal y constitucional. Uno de sus dos diputados fue Mahboba Hoqomal, una profesora de ciencias políticas. La comisión decidió que la "loya jirga" estaría abierta para 1450 delegados, de los cuales 1051 serían elegidos por elecciones indirectas. Cada distrito eligió a 20 personas, que luego realizaron una votación secreta para seleccionar a una persona que representara a todo el distrito. Cada uno de los 362 distritos del país tenía al menos un asiento, con más asientos asignados por cada 22.000 personas. La comisión reservaría otros 100 escaños para refugiados, 25 para nómadas, 53 escaños para miembros de la administración provisional y la comisión y 160 escaños para mujeres. Era la primera vez en la historia de Afganistán que las mujeres asistían a una "loya jirga".
En mayo, se expresó preocupación porque las facciones armadas en varias provincias estaban influyendo en la selección de los miembros de la "loya jirga" y la Comisión había recibido numerosas denuncias de intimidación y también de violencia.

## Retrasos

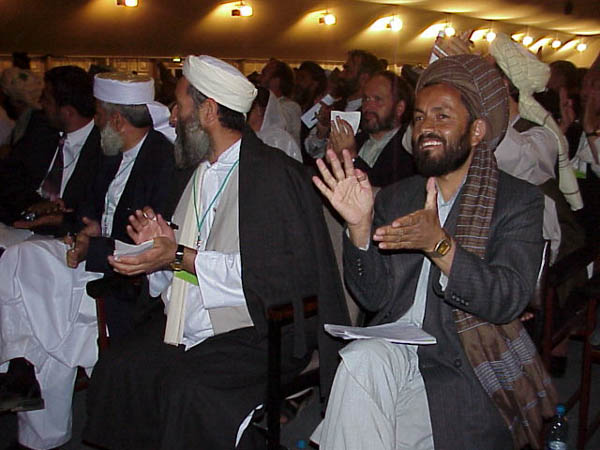
Participantes en laloya jirga de 2002

La "loya jirga" se reunió en una gran carpa alfombrada con aire acondicionado en el campus de la Universidad Politécnica en Kabul. Unos 2.000 delegados, 500 más que el número de invitados, llegaron a principios de junio. Estos incluyeron 50 delegados adicionales para satisfacer las demandas de varios caudillos militares.
La tarea principal de la "loya jirga" fue elegir un presidente para la Administración de transición afgana que lideraría el país hasta las elecciones presidenciales oficiales planificadas para 2004. Al principio, había dos candidatos que habían declarado postularse: el expresidente de Afganistán Burhanuddin Rabbani y el presidente de la Administración provisional afgana, Hamid Karzai respaldado por Estados Unidos. Karzai también recibió el apoyo de Abdullah Abdullah y Mohammed Fahim, dos líderes importantes de la Alianza del Norte.
Un tercer posible candidato fue Zahir Shah, exrey de Afganistán hasta 1973. Había pasado años viviendo en Roma pero había regresado a Afganistán después de la caída del régimen talibán. Ya en el Acuerdo de Bonn que instaló la Administración provisional afgana había un grupo de partidarios de Zahir Shah, llamado el grupo de Roma, que quería tomar al exrey para asumir el cargo de jefe de Estado.
A su llegada a Kabul, más de 800 delegados firmaron una petición instando a la nominación de Zahir Shah como jefe de Estado, aunque solo sea una "figura decorativa". En vista de la especulación que despertó la petición, los representantes de Estados Unidos y la ONU presionaron al exrey para que se retirara. El inicio de la "loya jirga" se retrasó del 10 al 11 de junio debido a "problemas logísticos y de preparación". El 10 de junio, el representante de los Estados Unidos Zalmay Khalilzad dio una conferencia de prensa en la que declaró que Zahir Shah no era candidato. El mismo día, en una conferencia de prensa de Zahir Shah, el exrey confirmó esto y dijo: "No tengo intención de restaurar la monarquía. No soy candidato para ningún puesto en la Loya Jirga". Hamid Karzai, quien se sentó junto a Zahir Shah en la conferencia de prensa, llamó a Zahir Shah el "padre de la nación" y le agradeció la "confianza que su Majestad ha depositado en mí".

## Sesión de apertura
La "loya jirga" fue abierta formalmente por Zahir Shah, rey de Afganistán entre 1933 a 1973. Además, Hamid Karzai desempeñó un papel importante en la sesión de apertura y llamó a Zahir Shah el padre de la nación. Karzai lo proclamó presidente honorario de la Asamblea Nacional, lo que le daría al exrey un papel de supervisión al redactar la nueva constitución y le daría el cargo de presidir las celebraciones nacionales.
El gobierno interino estuvo dominado en gran parte por tayikos caudillos de la Alianza del Norte, por lo que la mayoría pashtúnes querían que la próxima Administración de transición afgana fuera más representativa. Debido a este problema, Yunus Qanuni, uno de los líderes de la Alianza del Norte, dijo en la sesión de apertura que renunciaría al Ministro del Interior para que Karzai pudiera fortalecer el gobierno nacional ampliando su mezcla étnica, mientras que el expresidente Burhanuddin Rabbani retiró su candidatura a favor de Hamid Karzai "por el bien de la unidad nacional".
Karzai entró en la carrera por el jefe de gobierno sin oposición, pero surgieron otros dos candidatos. Para estar en la boleta electoral de la loya jirga, un candidato tenía que presentar 150 firmas para su candidatura. Glam Fareq Majidi solo reunió 101 firmas, por lo que fue descalificado como candidato. El excombatiente muyahidín Mohammed Asef Mohsoni presentó una lista con 1.050 nombres para Karzai y también Massouda Jalal, médica que trabaja con el Programa Mundial de Alimentos, y Mahfoz Nadai, un oficial del ejército, poeta y viceministro del gobierno, reunieron suficientes firmas para estar en el votación.

## Elección del jefe de Estado
Durante el primer día, varios guardaespaldas, incluidos ayudantes de Ahmad Wali Masood, fueron arrestados, después de apuntar con armas a integrantes de la Fuerza Internacional de Asistencia para la Seguridad que vigilaba el complejo. El segundo día vio a 60 a 70 delegados abandonar la reunión al estar desilusionados por las maniobras políticas en torno a la "loya jirga" y se frustraron por lo que creían que era la falta de un voto libre sobre el futuro del país.
La elección para presidente de la "Administración de transición afgana" se realizó por votación secreta el 13 de junio, con fotos en blanco y negro de los candidatos junto a sus nombres. Hamid Karzai fue elegido con una abrumadora mayoría del 83% y permaneció en el cargo como presidente de Afganistán.
Elecciones para Presidente de Administración Transitoria, por el 2002  loya jirga
| Candidato      | Votos | %    |
| -------------- | ----- | ---- |
| Hamid Karzai   | 1.295 | 83%  |
| Massouda Jalal | 171   | 11%  |
| Mahfoz Nadai   | 89    | 6%   |
| Total de votos | 1555  | 100% |

## Intimidación por los señores de la guerra
Después de la presión, a los miembros de la Dirección Nacional de Seguridad controlados por la Alianza del Norte se les permitió el libre acceso a las deliberaciones de la "loya jirga", incluso sin ser un delegados. Como respuesta, los delegados de la loya jirga fueron objeto de intimidación y vigilancia por parte de los señores de la guerra y los servicios de inteligencia afganos, dijo Human Rights Watch: "Se permitió a los señores de la guerra no designados para la asamblea dentro de la carpa donde está en sesión la Loya Jirga, mezclándose con los delegados y amenazando a quienes pidieron su exclusión o se opusieron a su agenda "Según los delegados entrevistados por Human Rights Watch". Varios de los caudillos más destacados se reunieron el lunes por la noche para dividir el poder en el próximo gobierno".

## Selección de miembros para la Administración de transición afgana.
El 19 de junio, Hamid Karzai anunció a la "loya jirga" los nombres de 14 ministros del futuro Administración de transición afgana, así como tres vicepresidentes y un presidente del Tribunal Supremo. El mismo día juró como presidente. Los tres puestos de Vicepresidente fueron entregados a los comandantes de la Alianza del Norte, aunque Karzai tuvo cuidado de asegurarse de que ninguno de los vicepresidentes fuera del mismo origen étnico. Después de que Karzai anunciara su lista, solicitó la aprobación a mano alzada. Luego continuó hablando apenas con una pausa.
El mismo día se cerró la "loya jirga". Los informes sobre la "loya jirga" fueron positivos. "Delegados de todos los orígenes: pastunes, tayikos, hazaras y uzbecos, urbanos y rurales, sunitas y chiítas, se sentaron juntos como si perteneciéramos a una sola nación", los delegados Omar Zakhilwal y Adeena Niazi, escribieron el International Herald Tribune; Sin embargo, estaban decepcionados por los resultados ya que el poder de los caudillos no se redujo en el nuevo gobierno. La medida para promover a Zahir Shah como Jefe de Estado había sido un intento de tener a alguien lo suficientemente independiente como para enfrentarse a los señores de la guerra.

## Aftermath: extra ministers
Después de la "loya jirga" hubo algunas controversias sobre el gobierno que Karzai había nombrado y se agregaron varios nombres a la lista antes de que el gabinete real tomara posesión el 24 de junio. Yunus Qanuni no estaba contento con el puesto de Ministro de Educación que le habían asignado, ya que esperaba convertirse en algo así como primer ministro. Qanuni dijo que consideraba no unirse al gobierno en absoluto. La policía de tránsito de Kabul organizó dos días de huelgas, los días 20 y 21 de junio, para expresar su ofensa por la aparente degradación de Qanuni y el personal del Ministerio del Interior inicialmente se negó a permitir que Wardak ingrese al edificio del ministerio. Después de que Karzai nombró a Qanuni asesor especial en seguridad, decidió unirse a la administración de todos modos, pero también formó un partido fuera del gobierno y se postuló para presidente en las próximas elecciones. También hubo controversia en torno al cargo de ministra de asuntos de la mujer: Sima Samar había sido muy franca y había recibido varias amenazas, así como denuncias de la corte suprema que finalmente decidió no acusarla de blasfemia. Como Samar no estaba en la lista, no había un ministro designado para los asuntos de la mujer. Karzai más tarde nombró a Mahbuba Huquqmal como representante en el  Ministerio de Asuntos de la Mujer.